# United Abominations
Az United Abominiations a Megadeth nevű amerikai heavy metal együttes tizenegyedik stúdióalbuma, amely 2007 májusában jelent meg a Roadrunner Records kiadásában.

## Az album dalai
1. Sleepwalker – 5:53
2. Washington Is Next! – 5:19
3. Never Walk Alone... A Call to Arms – 3:54
4. United Abominations – 5:35
5. Gears of War – 4:26
6. Blessed Are the Dead – 4:02
7. Play for Blood – 3:49
8. À Tout le Monde (Set Me Free) (ft. Cristina Scabbia) – 4:11
9. Amerikhastan – 3:43
10. You're Dead – 3:18
11. Burnt Ice – 3:47

## Közreműködők
- Dave Mustaine - gitár, ének
- Glen Drover - szólógitár
- James LoMenzo - basszusgitár
- Shawn Drover - dob

## Fordítás
Ez a szócikk részben vagy egészben  az   United Abominations című angol Wikipédia-szócikk fordításán alapul.  Az eredeti cikk szerkesztőit annak laptörténete sorolja fel. Ez a jelzés csupán a megfogalmazás eredetét és a szerzői jogokat jelzi, nem szolgál a cikkben szereplő információk forrásmegjelöléseként.